# Moulainville
Moulainville ist eine französische Gemeinde mit 138 Einwohnern (Stand: 1. Januar 2022) im Département Meuse in der Region Grand Est (vor 2016: Lothringen). Sie gehört zum Arrondissement Verdun und zum Kanton Belleville-sur-Meuse. 

## Geographie
Moulainville liegt etwa sieben Kilometer östlich von Verdun. Umgeben wird Moulainville mit den Nachbargemeinden Eix im Norden, Moranville im Nordosten, Blanzée im Osten, Châtillon-sous-les-Côtes im Südosten und Süden, Belrupt-en-Verdunois im Süden und Südwesten sowie Verdun im Westen.

## Bevölkerungsentwicklung
| Jahr                       | 1962 | 1968 | 1975 | 1982 | 1990 | 1999 | 2006 | 2019 |
| Einwohner                  | 141  | 111  | 90   | 117  | 110  | 103  | 112  | 127  |
| Quellen: Cassini und INSEE |      |      |      |      |      |      |      |      |

## Sehenswürdigkeiten
- Kirche Saint-Pierre aus dem 11. Jahrhundert, 1750 wieder errichtet
- Fort de Moulainville

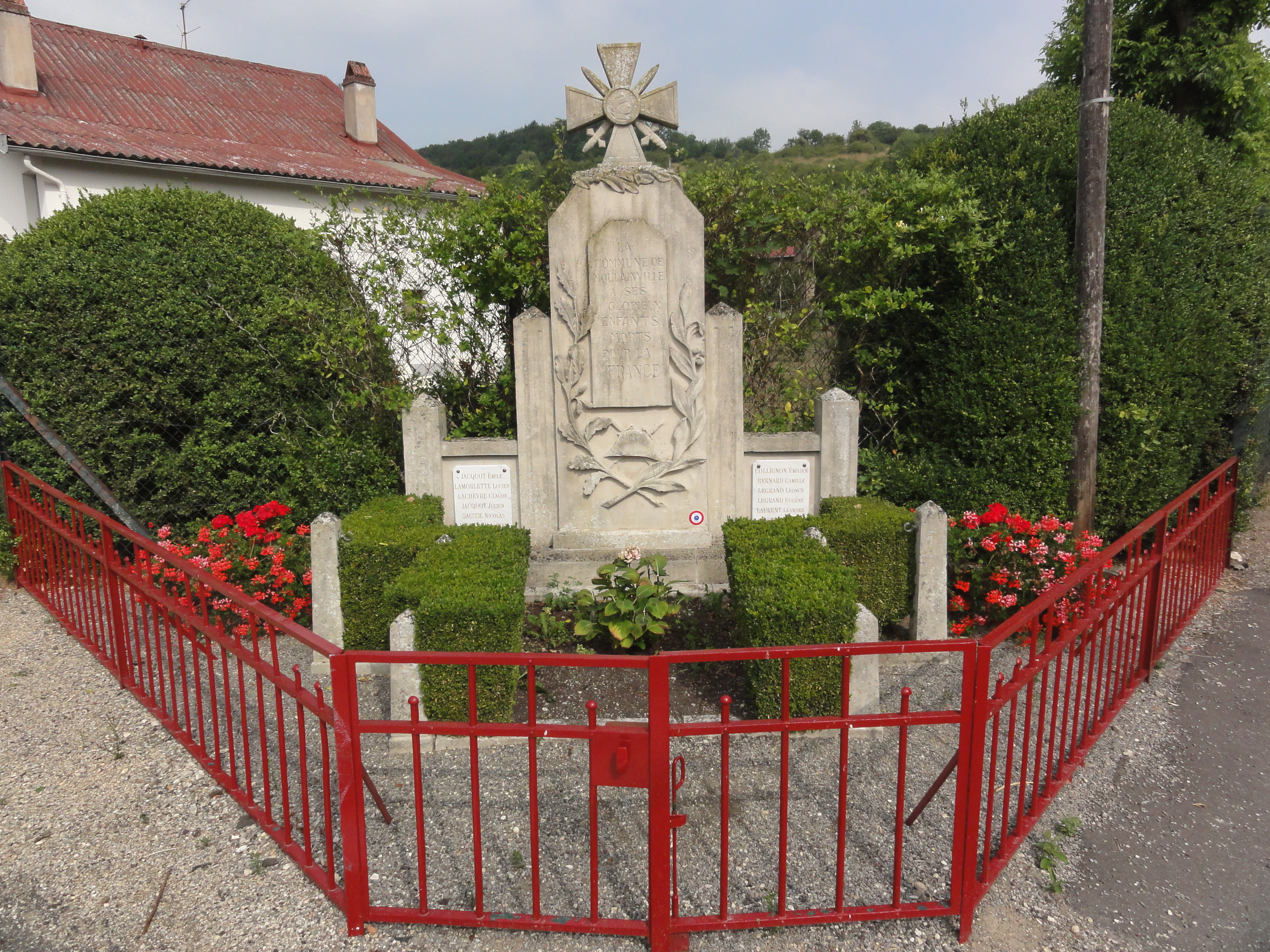
Gefallenendenkmal
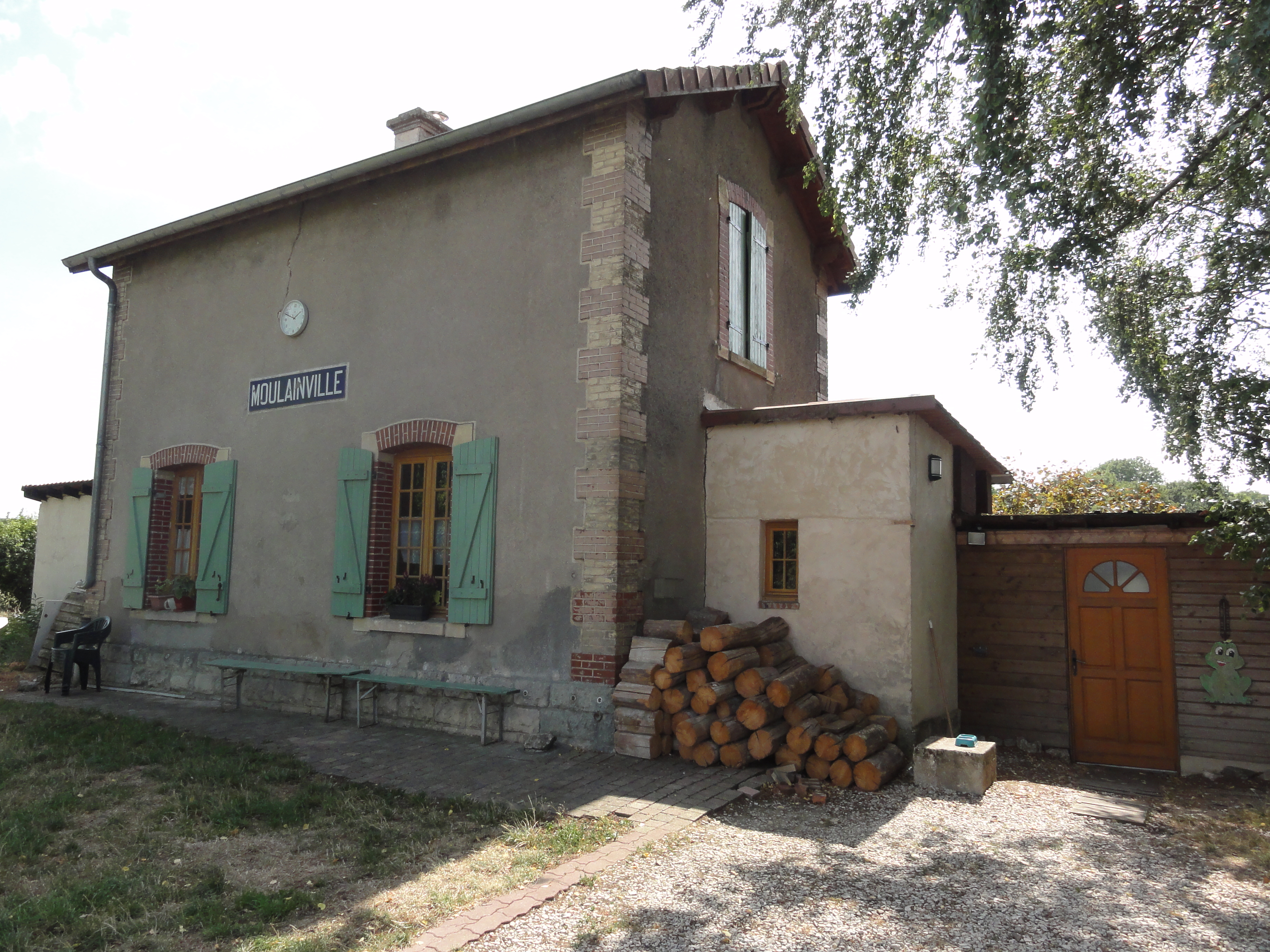
Ehemaliger Bahnhof Moulainville